# William Thompson (político)
William John "Willie" Thompson (26 de outubro de 1939 - 12 de dezembro de 2010) foi um político norte-irlandês do Partido Unionista do Ulster.